# Madison Township (comté de Grundy, Missouri)
Pour les articles homonymes, voir Madison Township.
Madison Township est un township du comté de Grundy dans le Missouri, aux États-Unis,.
Le township est initialement baptisé Sugar Creek Township et fondé sous ce nom en 1837. Il est baptisé en référence à James Madison, 4e président des États-Unis, en 1839.

## Source de la traduction
- (en) Cet article est partiellement ou en totalité issu de l’article de Wikipédia en anglais intitulé « Madison Township, Grundy County, Missouri » (voir la liste des auteurs).